# إدي وليامز (لاعب كرة قاعدة)
إدي وليامز (بالإنجليزية: Eddie Williams)‏ هو لاعب كرة قاعدة أمريكي، ولد في 1 نوفمبر 1964 في شريفبورت في الولايات المتحدة.

## وصلات خارجية
- إدي وليامز على موقع الدوري الياباني لكرة القاعدة (الإنجليزية)
- إدي وليامز على موقعبيزبول رفرنس.كوم (الدوري الرئيسي) (الإنجليزية)
- إدي وليامز على موقعبيزبول رفرنس.كوم (الدوري الثانوي) (الإنجليزية)
- إدي وليامز على موقع إي إس بي إن.كوم (أم.أل.بي) (الإنجليزية)
- إدي وليامز على موقع مشجعي الرسوم البيانية (الإنجليزية)